# 추노
《추노》는 2010년 1월 6일부터 2010년 3월 25일까지 KBS 2TV에서 방영된 24부작 HD 특별기획 드라마이다. 이후 2010년 9월 3일과 9월 4일에 걸쳐 하이라이트 2부작으로 편집되어 특별 방영하였다.
본 작품의 제목으로 사용된 '추노(推奴)'란 조선시대 때 주인집에서 따로 떨어져 독립적인 생활을 하는 외거 노비를 찾아가 몸값을 받는 일이나, 주인집 등에서 무단 이탈을 하거나 도망친 노비를 끝까지 수색하여 체포한다는 뜻에서 비롯된 말이므로, 역사적 사실인 '팩트(Fact)'와 허구적인 상상력인 '픽션(Fiction)' 등 두 가지 요소를 가미하여, 드라마의 흥미성을 부각시키기 위해서 독창적인 세계관을 구축한 팩션 사극물로 큰 호평을 얻었다.
한편, 일본에서는 2010년 4월 20일과 2011년 2월 14일부터 각각 아시아 드라마틱 TV★So-net과 BS 재팬에서 자막 방송을, 2011년 6월 22일부터 2011년 9월 8일까지 TV 도쿄에서 더빙으로 방영하였다.
아울러, 한효주가 여주인공 물망에 거론되었으나 이런저런 사정으로 제외됐고 정우성, 강지환, 고수, 이준기 등이 남자 주인공 물망에 올랐지만 모두 개인사정으로 고사했다.
이와 함께, 윤동환(용골대 역)은 지방선거(2010년 6월 2일) 90일 전 해당 작품에 출연하여 얼굴을 알려 논란을 빚었고 이 부분에 대해 선거방송심의위원회는 윤동환의 선거규정위반에 해당되는 건을 두고 검토 작업과정에 들어간 바 있다.
게다가, 선정적이고 폭력적인 묘사의 이유 탓인지 방송통신심의위원회로부터 '의견 제시' 결정을 받아야 했다.

## 등장 인물

### 주요 인물
- 장혁 - 이대길 역

이 드라마의 주인공이자 조선시대 신분상 천민계통인 추노꾼에 속해있는 인물. 본래 과거 신분상 양반 계통에 속했던 양반 가문의 독남이었으며 여종인 언년이에게 마음을 두게 되어 그녀를 바라보고 살았지만 그녀의 이부 오라버니인 큰놈이의 방화사건으로 인해 하루아침에 가문이 몰락하여 불운한 인생을 겪었다. 그로 인해 언년이와 큰놈이를 추적하기 위해 추노꾼이 되어 노비들을 잡아들이다가 훈련원에서 도망친 노비 송태하를 잡기위해 쫓으면서 난세에 휩쓸린다. 한 번 발견한 목표물은 놔두지 않고 끈질기게 쫓아서 처리하는 성격이 있으며 때로는 무뚝뚝한 성격도 있지만 속으로는 무른 성격도 갖고 있다. 조선 최고의 추노꾼으로 불리었으며 항상 언년이의 초상화를 가슴에 지니고 있다.
- 오지호 - 송태하 역

이 드라마의 주인공이자 한 때 조선왕조 조정에서 병무상 훈련원 교관을 맡은 적이 있었던 무장 출신인 인물. 검술로는 조선에서 그와 대적할 상대를 찾아볼 수 없다고 할 정도로 뛰어났다. 병자호란 때 가족을 잃고 용골대와 호각의 대결을 벌이는 등 청나라 병사들과 악전고투를 한 적이 있지만, 국왕 인조의 항복으로 종전이 되고 소현세자가 청나라로 끌려가면서 그와 동행을 했다. 그러나 소현세자와 동행 귀국 후 소현세자가 급사하고 본인은 누명까지 씌워져 참형까지 갔으나, 임영호에 의해 형을 면제받은 대신 신분이 격하되어 졸지에 노비가 되고 말았다. 이후 소현세자의 막내아들인 이석견을 지키기 위해 훈련원을 탈출하여 훈련원의 요청에 의해 이대길의 추노패에게 쫓기는 신세가 되었다. 이대길과 만나 대결을 벌이다 천지호 패의 화살에 맞아 심한 부상을 입게 되었다가 도중에 김혜원(언년)을 만나 그녀와 동행을 하게 되었으며 그녀를 위기에서 항상 지켜주는 역할을 하고 있다.
- 이다해 - 언년 / 김혜원 역

이 드라마의 주인공으로 본래 노비에 속했던 인물이었으며 노비 신분일 때는 언년이로 불렸다. 이대길과 서로 사랑하는 사이였지만 신분의 한계와 그로 인해 이대길의 아버지가 언년이를 뒤주에 가두자 이부 오라버니인 큰놈이가 이대길의 아버지를 살해하고 방화를 일으켜 재산을 훔쳐 언년이와 함께 달아나게 되어 이대길과 헤어지게 된다. 이후 훔친 재산으로 양반 신분을 사고 김혜원으로 개명하여 새출발을 하게 된다. 하지만 이대길을 항상 가슴속에 품고 있으며 그가 죽은 걸로 알고 있어 이대길에 대한 죄책감도 느끼고 있다. 그러는 중에 최 사과와 혼례를 올렸으나 이대길을 잊지 못해 혼례를 올린 날 밤 도망을 가고 도중에 송태하를 만나게 되면서 그와 동행한다.
- 공형진 - 업복 역

본래 포수 출신으로 총술에 일찍이 능한 인물이며 총술로는 따라잡을 자가 없을 정도의 달인이다. 하지만 선대의 빚 때문에 노비가 되었으며 도망을 시도했다 이대길에 의해 붙잡혀서 얼굴에 '노(奴, 남자 종)'라는 글자가 새겨져 있다. 한 때 이대길을 발견하여 그를 향해 총살을 시도했으나 실패하였으며 양반에 대한 증오심이 뿌리박힌 성격 때문에 천민들끼리 비밀리에 모여 만들었다는 '상놈의 세상을 만드는 당(黨)'에 가입해 양반 사냥을 한다. 결국 마지막에 단독으로 궁궐에 난입하여 이경식을 총살하는 데에 성공한다. 하지만 이경식이 사망하자마자 정승을 살해한 혐의로 체포된다.
- 이종혁 - 황철웅 역

송태하와 함께 훈련원 동기로 활동했지만 송태하에 밀려 2인자에 머물게 되면서 그에게 열등감을 느끼는 인물. 송태하가 노비가 된 뒤 훈련원을 탈출하자, 이경식의 지시를 받고 저자거리로 가서 천지호 패거리들을 고용하여 송태하를 추적한다. 가는 곳마다 검(劍)을 휘두르며 피를 부르는 암살자가 되었다. 좌의정 이경식의 사위로 아내는 지독한 뇌성마비 장애인이다.

### 이대길의 주변 인물
- 한정수 - 최장군 역

이대길과 함께 추노패에서 동료로 있는 인물. 한 때 무과시험에 응시하였으나 여러번 낙방하였다. 돈을 훔쳐 달아난 왕손이를 쫓는 도중 이대길을 만나 그와 합류하게 되었으며 이대길에게 져 동생이 되었지만 오히려 친형과 같은 심정으로 이대길을 대하는 면이 있다. '장군'이라는 이름은 이대길이 붙여준 별명이며 주무기는 장창(長槍). 성격은 차분하고 조용한 편이며 때로는 철저한 면도 있다.
- 김지석 - 왕손 역

이대길의 추노패에서 동료로 있는 인물. 본래 좀도둑 출신으로 날치기의 명수라 불렸으며 위조술에도 능했던 편이었다. 이대길과는 최장군의 돈을 가져가려는 계기로 만났으며 이후 추노패에 합류하여 추노꾼으로 활동하고 있다. 덜렁거리는 성격에 사고도 잦아보이는 골칫덩어리였지만 미워할 수 없는 추노패의 막내이자 감초꾼이기도 하다.
- 김하은 - 설화 역

본래 사당패에 팔려가 사당녀로 있었다가 도중에 이대길의 추노패를 만나 합류하게 되었다. 하지만 밥짓기도 매우 서투를 뿐만 아니라 바느질도 서투르는 등 추노패의 사고뭉치로 낙인되기도 했으며, 항상 뒷전으로 밀려나 추노패들의 말(馬)지킴이 노릇을 하기도 한다. 한때 말을 팔아 먹거리로 탕진한 것을 계기로 잠시 추노패와 결별하였다가 이대길이 용서해주면서 재합류했다. 추노패의 홍일점이기도 한 인물이며 이대길에게 마음을 두고 있다.
- 성동일 - 천지호 역

일찍이 이대길을 키워온 이대길의 절대적인 언니. 과거에는 전설적인 추노꾼이었으나 현재는 추노꾼으로 키운 이대길이 자신을 추노꾼으로 능가하면서 위기의식을 느끼고 있다. 원래 황철웅에게 고용되었으나, 황철웅이 자신의 패거리를 모두 죽이자 복수를 다짐한다. 이대길과 송태하의 사형 집행 중 이대길을 도와 탈출하던 도중 활에 맞아 죽는다.
- 이한위 - 오 포교 역

이대길패, 천지호패 등에게 추노로서의 일거리를 주는 인물로 상급 포졸이다. 이대길을 최대한 이용해 먹은 후 결국 이대길을 배신한다. 부정관리의 표본. 이경식이 궁궐에서 업복이에게 총살당하는 사건이 발생하자, 기찰을 엉망으로 한 책임을 물어 그 신분이 관노로 크게 강등당한다.
- 안길강 - 짝귀 역

월악산 산채의 두령. 큰 풍채와 험상궂은 외모와는 달리 까불거리며 허풍떨기를 좋아하며 본심은 순수하다. 아내가 출산 중 사망해 아이들에게 애착을 보인다. 이대길에게 습격당해서 한쪽 귀가 약간 잘려나가는 바람에 짝귀라는 별명이 생겼다.
- 안석환 - 방 화백 역

화가로 이대길에게 언년이의 초상화를 그려준 인물. 작은 주모를 좋아하여 여러차례 표현을 하나 소용이 없다. 그 모습을 본 큰 주모는 작은 주모와 방 화백이 이어지게 하려고 방 화백에게 작은 주모를 보쌈할 것을 일러주고 이에 방 화백은 작은 주모를 새벽에 보쌈해오지만 알고보니 큰 주모를 보쌈해왔고 이것이 계기가 되어 큰 주모와 이어졌다.
- 윤문식 - 마의 역

주막에서 말을 돌보는 마의. 송태하의 말을 맡아준 연유로 오 포교에게 모진 고문을 당하고, 노비로 좌천된다.
- 조미령 - 큰 주모 역

최장군을 흠모하지만 작은 주모 또한 최장군을 흠모하고 있어 작은 주모 앞에서는 내색하지 않는다. 최장군을 독차지할 생각으로 작은 주모를 좋아하는 방 화백을 작은 주모와 이어지게 하려고 방 화백에게 방법을 방법을 일러주나 그 방법 때문에, 오히려 방 화백과 이어진다. 하지만 아직도 최장군을 마음에 두고 있다.
- 윤주희 - 작은 주모 역

최장군을 흠모하고 있다. 큰 주모가 최장군을 흠모하는 것을 모른다.
- 김종석 - 만득 역

천지호 패거리의 2인자로 제주도에서 황철웅에게 살해당한다.
- 고인범 - 이대길 아버지 역

이대길이 언년이와 혼인하겠다고 하자 언년이를 뒤주에 가두고 그 일 때문에 큰놈이에게 살해당한다.

### 송태하의 주변 인물
- 조진웅 - 곽한섬 역

송태하의 부하. 관곡 횡령누명을 뒤집어쓰고 고문을 받던 중 거짓 밀고를 하여 본인만 노비로 강등되는걸 피하고, 제주도에서 소현세자와 세자빈 강씨의 아들인 이석견을 지키는 포졸로 지낸다. 하지만 이는 사전에 계획된 것으로, 황철웅이 이석견을 살해하러 제주도로 오자 이석견을 데리고 도망친다. 이석견을 돌보던 궁녀 장필순을 사모하였지만, 같이 도망가던 도중 황철웅에 의해 장필순이 죽임을 당하자 지켜주지 못한 죄책감을 느낀다. 이석견을 지키기 위해 싸우다 죽는 장면을 드라마에서는 곽한섬이 장필순을 만나 함께 걸어가는 장면으로 묘사함. 한섬이라는 이름은 부모님이 매일 쌀 한 섬씩 먹으라고 지어주셨다.
- 조성일 - 이광재 역

송태하의 부하. 곽한섬과는 친구 사이다.
- 윤동환 - 용골대 역

청나라의 장수로 병자호란 때 참전한 적이 있었다. 이석견을 데려가기 위해 조선을 방문한다.
- 이대로 - 임영호 역

전 좌의정. 누명을 쓴 송태하를 살리기 위해 관직에서 내려온다. 후에 황철웅에 의해 살해당한다.
- 최덕문 - 조 선비 역

원래 유생으로서 다른 유생들과 거사를 함께 하기로 했으나 중간에 동료들을 배신하고, 이경식에게 밀고함으로ㅆ 벼슬자리에 오른다. 후에 궁궐에 침입한 업복이의 총에 맞아 죽는다.
- 장서원 - 송태하 부하 역
- 박주환 - 송태하 부하 역
- 정은우 - 용골대 부하 역

### 김혜원의 주변 인물
- 조재완 - 큰놈 / 김성환 역

김혜원(언년)과 이부남매 사이로 본래 노비에 속했던 인물이었으며 노비 시절 큰놈이로 불렸다. 이대길이 양반으로 있던 시절 대길의 솔거노비였으며 언년이가 죽을 위기에 처하자 이대길의 아버지를 살해, 재산을 훔치고 집에 방화를 일으킨 뒤 언년이와 같이 도망친다. 이후 훔친 재산으로 양반 신분을 사고 김성환으로 개명하여 새출발을 하게 된다. 이대길의 집에서 훔친 돈으로 장사를 크게 하여 거상이 된다. 후에 이대길이 찾아오자 본인과 이복형제 관계라는 출생의 비밀을 밝히고 이대길 앞에서 자진한다.
- 안신원 - 백호 역

김성환에 의해 고용된 호위무사. 김혜원을 쫓는 도중 이대길과의 전투 중에 최 장군이 던진 창에 찔려 죽는다.
- 윤지민 - 윤지 역

명나라 내시부에 소속된 자객. 최 사과의 의뢰를 받고, 도망친 김혜원을 죽이기 위해 파견되었으나 송태하에게 살해당한다.
- 안승훈 - 최 사과 역

김혜원과 혼인을 앞두었으나 김혜원이 혼인날 도망가면서 이에 노하여 윤지를 고용하여 잡아오게 한다.
- 정승교 - 백호 수하 역
- 정태성 - 백호 수하 역

### 업복 주변 인물
- 민지아 - 초복 역

업복이를 따라다니는 여자 노비. 도망치다가 천지호에게 잡혀 얼굴에 '비(婢,여자 종)'라는 글자가 새겨졌다. 이미 노비로 낙인찍혀 여자로서의 삶은 일찌감치 포기한 상태이다. 여자임에도 불구하고 의외로 대담한 성격(=여장부)을 지녀 주위의 남자들을 놀라게 한다.
- 박기웅 - 그 분 역

업복이의 일당과 노비당을 결성하면서 선혜청을 습격하려는 작전을 넓게 세우는 인물이다. 하지만 그 정체는 좌의정인 이경식과 밀접했던 내부의 적이며, 노비들을 혁명동지로서 존중하기는커녕, 그것들이라면서 사람이 아닌 사물을 가리키는 지시대명사로 지칭했으며, 더럽고 냄새난다면서 멸시한다. 실제로 그 분은 관군들을 동원하여, 업복을 따르던 노비들을 죽게 했으며, 단독으로 궁궐을 공격했던 업복이에 의해 총살당한다.
- 윤기원 - 원기윤 역

'상놈의 세상을 만드는 당(黨)'에서 자금을 담당하는 인물. 노비 출신으로 장사를 크게 하는 인물이다. 하지만 신뢰가 별로 없어 배신의 달인이다. 업복이와는 첫 만남부터 악연이다.
- 조희봉 - 끝봉 역
- 노승진 - 반짝 아버지 역
- 김타연 - 반짝 어머니 역
- 홍지아 - 반짝 역
- 김진호 - 노비당 노비 역
- 이두섭 - 개놈 역
- 장남렬 - 김 진사 역
- 김재만 - 박 진사 역
- 주다영 - 은실 역
- 이칸희 - 은실 어머니 역
- 김경룡 - 강아지 역

### 황철웅의 주변 인물
- 김응수 - 이경식 역

조선의 좌의정이자 실세. 황철웅의 장인으로 권모술수에 능하며 출세를 위해서는 수단과 방법을 가리지 않는다. 뇌성마비 장애인인 딸을 두고 있다. 막판에 궁궐을 단독으로 공격한 업복이에 의해 총살당한다. 관곡횡령누명을 쓰고 고문당하는 송태하를 "아직 젊은터라 하고 싶은 일이 많을텐데..."라고 거짓자백을 하도록 회유하는 대사는 이경식이 권모술수에 능함을 뜻한다. 이 작품으로 김응수 씨는 장모님께 좌상대감이라고 불렸다는 이야기를 한국방송 토크쇼 여유만만에 나와서 할 정도로 시청자들의 사랑을 널리 받았다.
- 하시은 : 이선영 역

이경식의 딸이자 황철웅의 아내. 황철웅과는 정략결혼을 한 상태이며, 뇌성마비 장애인이다. 자신의 의지로 할 수 있는 일이 거의 없을 정도로 신체가 마비되어 있을 뿐이지, 붓글씨를 쓰려고 할 정도로 지적 능력에는 전혀 장애가 없다.
- 윤진호 - 박종수 역
- 김영옥 - 황철웅 노모 역
- 공정환 - 황철웅 수하 역

### 조선 왕실
- 김갑수 - 인조 역

조선 제 16대 국왕.
- 강성민- 소현세자 역

인조의 장남으로 병자호란 때 청나라에 끌려갔다가 귀국하였으나 병이 들어 사망한다.
- 이인 - 봉림대군 역

인조의 차남. 북벌론을 중요시 여기는 사람이다.
- 김진우 - 이석견 역

소현세자의 막내 아들로 아버지 어머니 형들이 모두 죽고 홀로 살아남아 제주도에 유배되어 지내고 있다.
- 김하윤 - 강빈 역

소현세자의 아내이자 이석견의 어머니

### 그 외 인물
- 사현진 - 장필순 역

이석견을 돌보는 궁녀. 곽한섬과 도망가던 도중 황철웅에게 살해당한다.
- 송지은 - 찬 역

좌의정 이경식이 즐겨찾는 기방의 기생 행수.
- 고준희 - 제니 역

평양에서 온 기생.
- 김영애 - 모가비 역

설화가 있던 사당패의 우두머리.
- 이병욱 - 강민규 역
- 강현중 - 훈련원 탈주 노비 역
- 오상무 - 천지호 일당 역
- 김해인 - 월악산 산채 절구찧는 아낙네 역
- 박용수 - 조정대신 역
- 최범호 - 사또 역
- 정의갑 - 사형집행 관리 역
- 문혁 - 구 포교 역
- 장가현 - 여염집 마님 역
- 이맑음 - 쫑쫑 역
- 윤미영 - 이천 삼거리 여각 주인 역
- 손호승 - 나무꾼 역
- 이설구 - 노비 역
- 윤지욱 - 넙쇠 역

### 특별 출연 · 카메오
- 정호빈 - 신 장군 역

과거 송태하와 황철웅의 상관으로 자신의 집으로 피신해온 송태하를 숨겨주고, 그에게 갈아입을 옷을 제공해주었다가, 추격해온 황철웅과 대결 끝에 죽임을 당한다.
- 조성하 - 이재준 역

승정원 좌부승지를 지냈던 인물로 곽한섬의 의기를 보고 120명의 사병을 동원해줄 것을 약속하나, 조 선비가 이끌고 온 관군에 의해 끌려가 역적의 수괴로 몰린다.
- 이대연 - 명안 승려 역

과거 숭례문 개백정으로 불리며 조선에서 가장 흉악한 인물 중의 한명이었으나 현재는 불교에 귀의해 승려가 됐다. 하지만 아직 예전 모습을 완전히 떨치진 못한 모양이다.
- 이원종 - 훈련원 노비 복동 역
- 최철호 - 형조 감옥안의 상좌 역
- 황현희 - 사당패 보러 주막에 온 실눈 역
- 유채영 - 왕손의 첫번째 여인 역
- 전세홍 - 왕손의 두번째 여인 역
- 마르코 - 양반 역
- 마리오 - 양반 역
- 김경진 - 뱃사공 역
- 장동민 - 세책방 주인 역
- 위양호 - 산적 두목 역
- 오지헌 - 산적 역
- 김창렬 - 평민 역
- 한민관 - 평민 역
- 이하늘 - 평민 역
- 김성수 - 평민 역
- 조빈 - 평민 역
- 오정태 - 월악산 산채 주민 역
- 박희진 - 동네 아낙네 역
- 박보드레 - 동네 아낙네 역

## 시청률
아래의 파란색 숫자는 '최저 시청률'이고, 빨간색 숫자는 '최고 시청률'입니다. 시청률 조사회사와 지역별로 시청률에 차이가 있을 수 있습니다.
| 2010년      | 2010년      | 2010년         | 2010년       | 2010년         | 2010년       |
| 회차        | 방송일      | TNmS 시청률    | TNmS 시청률  | AGB 시청률     | AGB 시청률   |
| 회차        | 방송일      | 대한민국(전국) | 서울(수도권) | 대한민국(전국) | 서울(수도권) |
| ----------- | ----------- | -------------- | ------------ | -------------- | ------------ |
| 제1회       | 1월 6일     | 22.9%          | 23.8%        | 19.7%          | 20.4%        |
| 제2회       | 1월 7일     | 24.8%          | 25.3%        | 22.4%          | 24.5%        |
| 제3회       | 1월 13일    | 27.2%          | 27.6%        | 26.4%          | 27.9%        |
| 제4회       | 1월 14일    | 30.8%          | 31.4%        | 28.2%          | 29.2%        |
| 제5회       | 1월 20일    | 30.3%          | 31.0%        | 30.8%          | 30.8%        |
| 제6회       | 1월 21일    | 33.7%          | 34.9%        | 32.0%          | 33.5%        |
| 제7회       | 1월 27일    | 31.6%          | 31.7%        | 34.0%          | 36.1%        |
| 제8회       | 1월 28일    | 33.5%          | 34.3%        | 31.9%          | 33.8%        |
| 제9회       | 2월 3일     | 34.6%          | 35.2%        | 32.1%          | 32.4%        |
| 제10회      | 2월 4일     | 35.0%          | 35.8%        | 31.4%          | 31.9%        |
| 제11회      | 2월 10일    | 32.5%          | 32.6%        | 32.1%          | 33.7%        |
| 제12회      | 2월 11일    | 33.9%          | 34.0%        | 31.2%          | 31.4%        |
| 제13회      | 2월 17일    | 32.5%          | 32.4%        | 31.8%          | 33.7%        |
| 제14회      | 2월 18일    | 31.9%          | 31.7%        | 30.6%          | 31.7%        |
| 제15회      | 2월 24일    | 31.9%          | 32.2%        | 31.3%          | 33.7%        |
| 제16회      | 2월 25일    | 33.4%          | 33.6%        | 31.5%          | 33.1%        |
| 제17회      | 3월 3일     | 31.6%          | 31.8%        | 32.2%          | 34.1%        |
| 제18회      | 3월 4일     | 33.8%          | 33.8%        | 33.0%          | 33.7%        |
| 제19회      | 3월 10일    | 33.5%          | 34.0%        | 31.4%          | 31.6%        |
| 제20회      | 3월 11일    | 32.0%          | 31.5%        | 31.2%          | 32.9%        |
| 제21회      | 3월 17일    | 31.2%          | 30.9%        | 28.9%          | 29.1%        |
| 제22회      | 3월 18일    | 30.4%          | 29.6%        | 29.2%          | 29.7%        |
| 제23회      | 3월 24일    | 32.8%          | 33.2%        | 31.1%          | 32.2%        |
| 제24회      | 3월 25일    | 35.9%          | 36.3%        | 32.1%          | 33.5%        |
| 평균 시청률 | 평균 시청률 | 31.7%          | 32.0%        | 30.3%          | 31.4%        |

## 오리지널 사운드 트랙
OST는 2010년 1월 8일 '낙인'의 음원이 가장 먼저 공개된 후 1월 13일 다른 OST의 음원이 공개되었으며 1월 14일에 음반이 발매되었다. 드라마 방영 도중 여주인공 김혜원의 주제곡을 보강하기로 한 제작진의 결정에 의해 브라운 아이드 걸스의 멤버인 제아가 부른 '미아'가 2010년 2월 24일 디지털 싱글로 발매되었다.

### 추노 OST
| #            | 제목                                      | 작사         | 작곡           | 편곡  | 재생 시간 |
| ------------ | ----------------------------------------- | ------------ | -------------- | ----- | --------- |
| 1.           | 〈바꿔〉 (글루미 30's)                    | 김종천       | 김종천         | 4:26  |           |
| 2.           | 〈낙인〉 (임재범)                         | 김종천       | 김종천, 최철호 | 4:46  |           |
| 3.           | 〈달에 지다〉 (베이지)                    | 김종천       | 김종천, 최철호 | 4:11  |           |
| 4.           | 〈민초의 난〉 (MC 스나이퍼)               | MC 스나이퍼  | MC 스나이퍼    | 2:40  |           |
| 5.           | 〈지독한 사랑〉 (웅산)                    | 웅산         | 황상준         | 4:41  |           |
| 6.           | 〈악토 (惡土)〉 (Various Artists)         |              | 김종천, 최철호 | 4:47  |           |
| 7.           | 〈Wanted〉 (Various Artists)              |              | 김종천         | 2:49  |           |
| 8.           | 〈흑풍취산 (黑風吹山)〉 (Various Artists) |              | 마르코         | 2:30  |           |
| 9.           | 〈살아 숨쉬는〉 (Various Artists)         |              | 마르코         | 2:33  |           |
| 10.          | 〈비익련리 (比翼連里)〉 (꽃별)            |              | 김종천, 최철호 | 5:30  |           |
| 11.          | 〈잃어버린 낙원〉 (Various Artists)       |              | 마르코         | 3:08  |           |
| 12.          | 〈천하(天下)에 고함〉 (Various Artists)   |              | 마르코         | 2:09  |           |
| 13.          | 〈꽃길 별길〉 (Various Artists)           |              | 김종천, 최철호 | 2:56  |           |
| 14.          | 〈검은 울지 않는다〉 (Various Artists)    |              | 김종천, 최철호 | 3:56  |           |
| 15.          | 〈향 (香)〉 (Various Artists)             |              | 김종천         | 2:16  |           |
| 16.          | 〈추노〉 (Various Artists)                |              | 김종천, 최철호 | 5:36  |           |
| 17.          | 〈낙인Ⅱ (Bonus Track)〉 (임재범)          | 김종천       | 김종천, 최철호 | 3:25  |           |
| 총 재생 시간 | 총 재생 시간                              | 총 재생 시간 | 총 재생 시간   | 62:19 |           |

### 추노 OST Part.2
| #            | 제목            | 작사         | 작곡           | 편곡 | 재생 시간 |
| ------------ | --------------- | ------------ | -------------- | ---- | --------- |
| 1.           | 〈미아〉 (제아) | 김종천       | 김종천, 최철호 | 4:15 |           |
| 총 재생 시간 | 총 재생 시간    | 총 재생 시간 | 총 재생 시간   | 4:15 |           |

## 참고 사항
- 해당 드라마의 담당 PD(곽정환)가 조연출로 참여한 KBS 2TV 푸른 안개 출연진에 속했던 이경영은 미성년자 성매매 탓인지 방송 3사 출연금지 명단에 올라야 했으나[11] 드라마 <배가본드>에 섭외가 확정되어[12] SBS 출연금지 명단에서 해금됐고 2014년 이후에는 MBC에서도 출연금지가 풀렸는데[13] 공교롭게도 <추노> 전작 아이리스 출연진에 속했던 T.O.P는 2016년 10월 대마초 2회, 대마 액상 2회 등 총 4회에 걸쳐 대마초를 흡연한 혐의로 징역 10개월에 집행유예 2년, 추징금 1만 2000원을 선고받아[14] KBS,MBC 출연금지 명단에 올라야 했지만 나중에 MBC 출연금지 명단에서 해금됐다.

## 수상 경력
- 2010년 백상예술대상
  - 극본상 - 천성일
- 2010년 KBS 연기대상
  - 대상 - 장혁
  - 최우수연기상 (남자) - 김갑수
  - 우수상 (남자, 중편) - 오지호, 이종혁
  - 베스트 커플상 - 장혁 & 이다해
  - 조연상 - 성동일
- 2010년 제37회 한국방송대상
  - 작가상 - 천성일
  - 대상
  - 연출상 - 곽정환
- 2010년 서울 드라마 어워즈
  - 미니시리즈 최우수작품상
  - 한류부문 대상
  - 한류부문 남우주연상 - 장혁
  - 한류부문 연출상 - 곽정환
- 2010년 코리아 드라마 어워즈
  - 작품상
  - 남우주연상 - 장혁
  - 작가상 - 천성일
- 2010년 그리메상
  - 대상 - 김재환, 손형식 (촬영감독)
  - 최우수 남자연기자상 - 장혁
- 2010년 대한민국 콘텐츠 어워드
  - 국무총리표창 (제작) - 최지영 (KBS CP)
  - 문화체육 관광부장관표창 - 곽정환
- 2010년 광고주가 뽑은 올해의 좋은 프로그램상
- 2011년 한국PD대상
  - TV부문 작품상
  - 탈렌트상 - 장혁
- 2011년 휴스턴 국제 영화제
  - 드라마시리즈 부문 수상

## 실제 역사와의 비교

### 추노라는 용어
역사적으로 '추노(推奴)'라는 단어는 기록돼 있지 않으며, 대신 '추쇄(推刷)'라는 단어를 사용했다는 견해도 있으나, 실제로는 《조선왕조실록》, 《승정원일기》, 《홍재전서》, 《일성록》 등의 관찬 사서나 김창업(金昌業)의 저서인 《연행일기(燕行日記)》등에 모두 '추노'라는 말이 쓰이고 있다.

### 추노꾼의 존재
2010년 전라북도 남원시 금지면 택내리에 위치한 순흥 안씨 안처순(安處順) 종택에서 발견된, 세조 6년(1460년)에 순흥 안씨 문중의 안호(安瑚, 1439년∼1503년)에 의해 작성되어 전라도 감영에 제출된 것으로 보이는 소지(所志)에는 문서의 작성 시점으로부터 24년 전인 세종 18년(1436년)에 일가족을 데리고 달아난 계집종 '몰개(毛乙介, 모을개)'의 일가족 네 명을 찾아달라는 내용이 담겨 있는데, 발견 당시부터 드라마의 인기에 편승하듯 '추노 문서'라 불리며 눈길을 끌었다.
문서에 따르면 이 '몰개'라는 노비는 순흥 안씨 문중이 경기도 광주(廣州)에 소유하고 있던 농장의 마름(舍音)으로 있던 중 일가족을 데리고 세종 18년(1436년)에 도망쳤고, 그로부터 24년이 지난 즉 문서가 작성된 시점에 이르러 도망쳤던 몰개 식구가 영광(靈光)에 살고 있다는 정보를 입수한 한양의 문중에서는 집안의 일을 대리하는 노비 검불(檢佛)을 내세워, 전라도관찰출척사(全羅道觀察黜陟使)에게 그들이 정확히 영광의 어디에 살고 있는지를 파악해줄 것과 그 도망친 기간 동안 받지 못한 역가(役價, 몸값)를 받아내는 데 협조해달라는 요청을 하고 있다. 이에 전라도관찰사는 해당 지방인 영광의 군수에게 안씨 집안의 노비 관련 문서를 조사해, 사실 관계에 따라 추쇄에 협조하라는 지시를 내렸음을 이 문서에 첨부된 다른 문건을 통해 확인할 수 있다.
이 '추노 문서'를 통해 확인할 수 있는 것은 조선조 유력한 양반 집안이 사적인 이해 관계를 해결하는 과정에서 관청의 힘을 빌렸다는 사실이다. 또한 추쇄 요청의 내용도 도망친 노비 네 명을 '잡아 달라'는 것이 아니라 '역가(몸값)를 대신 받아달라'는 것이었으며 관청은 별도의 수수료를 받지 않고 역가를 받아준 것으로 나온다. 노비 추쇄에 양반이 사적으로 전문 추노꾼을 고용하지 않고 관청의 힘을 빌렸다는 점은 드라마와는 상치되는 것이며, 문서를 발견 및 공개한 한국학중앙연구원의 안승준 책임연구원은 조선이 전형적인 양반 사회였음과 동시에 드라마「추노」가 실제의 역사적 사실과는 동떨어져 있는 '상상의 산물'임을 보여준다고 발표했다.

## 미디어 이식

### 만화
- 추노 앤솔로지 낙인(推奴 Anthology 烙印)

## 일본판 더빙
일본의 TV 도쿄에서 2011년에 더빙하여 방송하였다. 성우 목록은 다음과 같다.
- 이대길 - 미키 신이치로
- 송태하 - 오키아유 료타로
- 김혜원 - 혼나 요코
- 업복 - 후쿠다 겐지
- 황철웅 - 오치아이 코지
- 천지호 - 마츠모토 다이
- 최장군 - 나가노 요시카즈
- 왕손 - 카츠 안리
- 설화 - 후지타 마사요
- 이경식 - 나카노 유타카
- 곽한섬 - 사토우 코우타
- 이광재 - 가미야마 유우지
- 큰 주모 - 가토 유코
- 작은 주모 - 오오이 마리에
- 초복 - 이치카와 히카루
- 끝봉, 박종수 - 오노 켄이치
- 조 선비 - 노가와 마사시
- 그 분 - 히라카와 다이스케
- 백호 - 소고우 케이스케
- 찬 - 아리 유키코
- 제니 - 간다 사야카
- 윤지 - 타케우치 아야코
- 만득 - 사이토 히로노리

## 같이 보기
- 한성별곡 (KBS 2TV)
- 짝패 (MBC)
- 뿌리깊은 나무 (SBS TV)

## 동시간대 드라마
- MBC 수목 미니시리즈

《히어로》 (2009년 11월 18일 ~ 2010년 1월 14일)
《아직도 결혼하고 싶은 여자》 (2010년 1월 20일 ~ 2010년 3월 11일)
《기적》 (2010년 3월 15일 ~ 2010년 3월 18일) (월~목 4회 재방송)
《우리 다시 사랑할까요?》 (2010년 3월 24일 ~ 2010년 3월 25일) (재방송)
- SBS 드라마 스페셜

《크리스마스에 눈이 올까요?》 (2009년 12월 2일 ~ 2010년 1월 28일)
《산부인과》 (2010년 2월 3일 ~ 2010년 3월 25일)